# Route 8 (Manitoba)
Pour les articles homonymes, voir Route 8.
La route 8 est une route provinciale de la province du Manitoba située dans le sud-est de la province, au nord de Winnipeg. Elle relie la capitale manitobaine aux villes de Gimli et de Winnipeg Beach, en suivant la rive ouest du sud du Lac Winnipeg. Elle continue jusqu'à Hecla, sur l'île du même nom. Route entièrement asphaltée, elle parcourt 162 km (101 mi).

## Description du tracé
La route 8 débute à la sortie 69 de la route périphérique de Winnipeg (route 101) en étant le prolongement de McPhillip Street. Elle se dirige d'abord vers le nord sur 12 km (7 mi) comme route à quatre voies à chaussées séparées. En croisant la route 230, elle devient une simple route rurale. Elle se dirige vers le nord sur une longue ligne droite et croise les routes 17 et 67. Après avoir marqué deux virages à 90° consécutifs, elle se dirige encore vers le nord en passant à l'ouest de Winnipeg Beach, de Dunnottar et de Gimli, en suivant la rive du Lac Winnipeg. Elle croise la route 68 au sud de Riverton, ville qu'elle contourne par l'ouest, puis traverse une région plus isolée alors qu'elle ne croise la route 234 et qu'elle bifurque vers l'est au nord de Riverton. Elle rejoint l'île Hecla, en passant dans le Parc provincial d'Hecla/Grindstone. Elle se termine sur un cul-de-sac au nord de la toute petite municipalité de Hecla, au bout de l'île, donnant une vue sur l'île Black.

## Intersections majeures
| Division              | Ville    | km                                             | Destinations                                      | Notes                                             |
| --------------------- | -------- | ---------------------------------------------- | ------------------------------------------------- | ------------------------------------------------- |
| No. 11                | Winnipeg | 0,00                                           | Route 180 / Emes Road                             | La PTH-8 sud devient la Route 180 sud             |
| No. 13                |          | 1,10                                           | PTH-101 (Perimeter Highway)                       | Échangeur; sortie 69 de la PTH-101                |
| No. 13                | 2,10     | PR 220 (Grassmere Road)                        |                                                   |                                                   |
| No. 13                | 6,60     | PR 321 ouest (Miller Road) – Stony Mountain    | Terminus est de la PR 321                         |                                                   |
| No. 13                | Parkdale | 9,30                                           | PTH-27 est (Parkdale Road) – Aéroport St. Andrews |                                                   |
| No. 13                | Parkdale | 11,20                                          | PR 230 nord (McPhilipps Road) – Selkirk           | Terminus sud de la PR 230                         |
| No. 13                |          | 19,10                                          | PTH-67 (Fort Garry Road) – Stonewall              |                                                   |
| No. 13                | 47,00    | PTH-17 – Teulon, Fisher Branch                 |                                                   |                                                   |
| No. 13                | 52,70    | PR 225 est – Plages du Lac Winnipeg, Dunnottar | Terminus ouest de la PR 225                       |                                                   |
| Limite No. 13–No. 18  |          | 61,00                                          | PR 229 – Komarno, Winnipeg Beach                  |                                                   |
| No. 18                |          | 64,30                                          | PR 519 est – Sandy Hook                           | Terminus ouest de la PR 519                       |
| No. 18                | Gimli    | 75,90                                          | PR 231 – Fraserwood, Gimli                        |                                                   |
| No. 18                |          | 84,10                                          | PR 324 est – Camp Morton                          | Terminus ouest de la PR 324                       |
| No. 18                |          | 105,40                                         | PTH-68 ouest – Arborg, Eriksdale                  | Terminus est de la PTH-68                         |
| No. 18                | Riverton | 115,30                                         | PR 329 – Broad Valley, Riverton                   |                                                   |
| No. 18                |          | 127,40                                         | PR 234 nord – Pine Dock, Matheson Island          | Terminus sud de la PR 234                         |
| No. 18                |          | 139,60                                         | Entrée dans le Parc provincial d'Hecla/Grindstone | Entrée dans le Parc provincial d'Hecla/Grindstone |
| No. 18                |          | 162,20                                         | Stationnement                                     |                                                   |
| - Transition de route |          |                                                |                                                   |                                                   |